# Península de Kathiawar
La península de Kathiawar (en hindi: काठियावाड़) es una península situada en el noroeste de la India, en el estado de Guyarat. Limita: al suroeste, con las aguas del mar Arábigo; al noroeste, con el golfo de Kutch; al sureste con el golfo de Khambhat; y, al norte, con el Rann de Kutch, el gran desierto que estacionalmente se convierte en una gran marisma. La península tiene una superficie de 59.570 km².
- Datos: Q1408929
- Multimedia: Kathiawar / Q1408929